# Worzeldorf

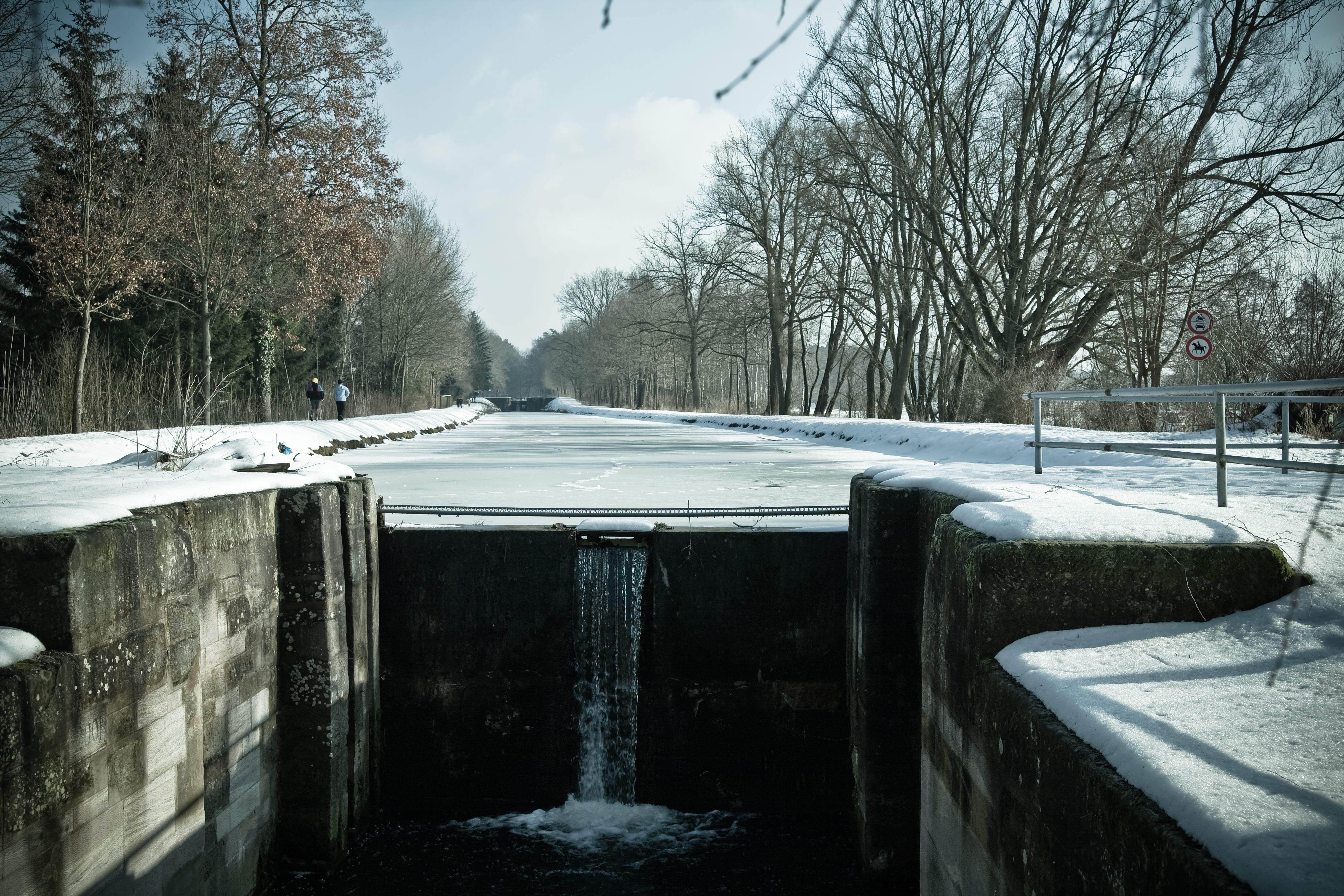
Obertor der Schleuse 67 am Ludwig-Donau-Main-Kanal

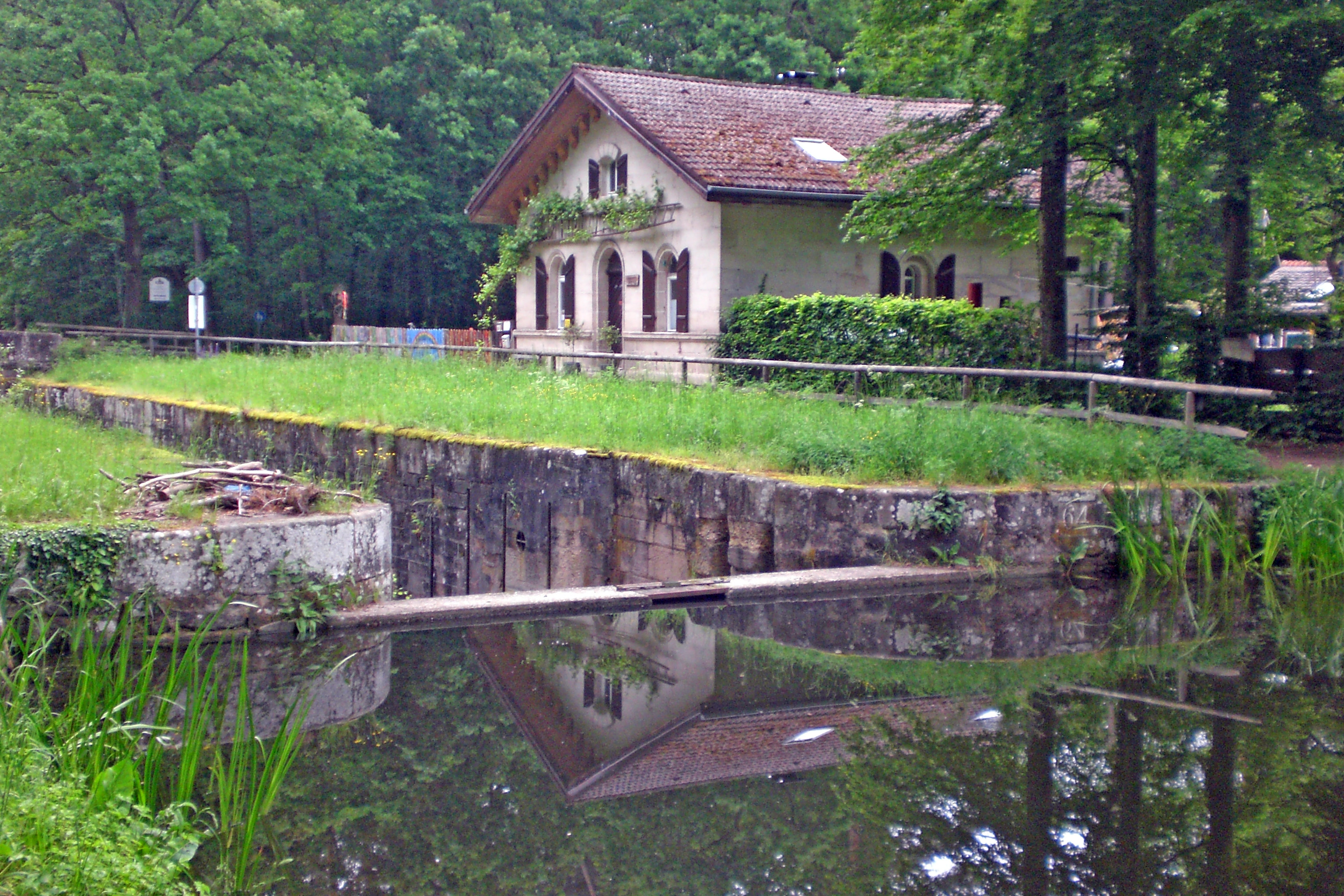
Alter Kanal mit Schleuse (2024)

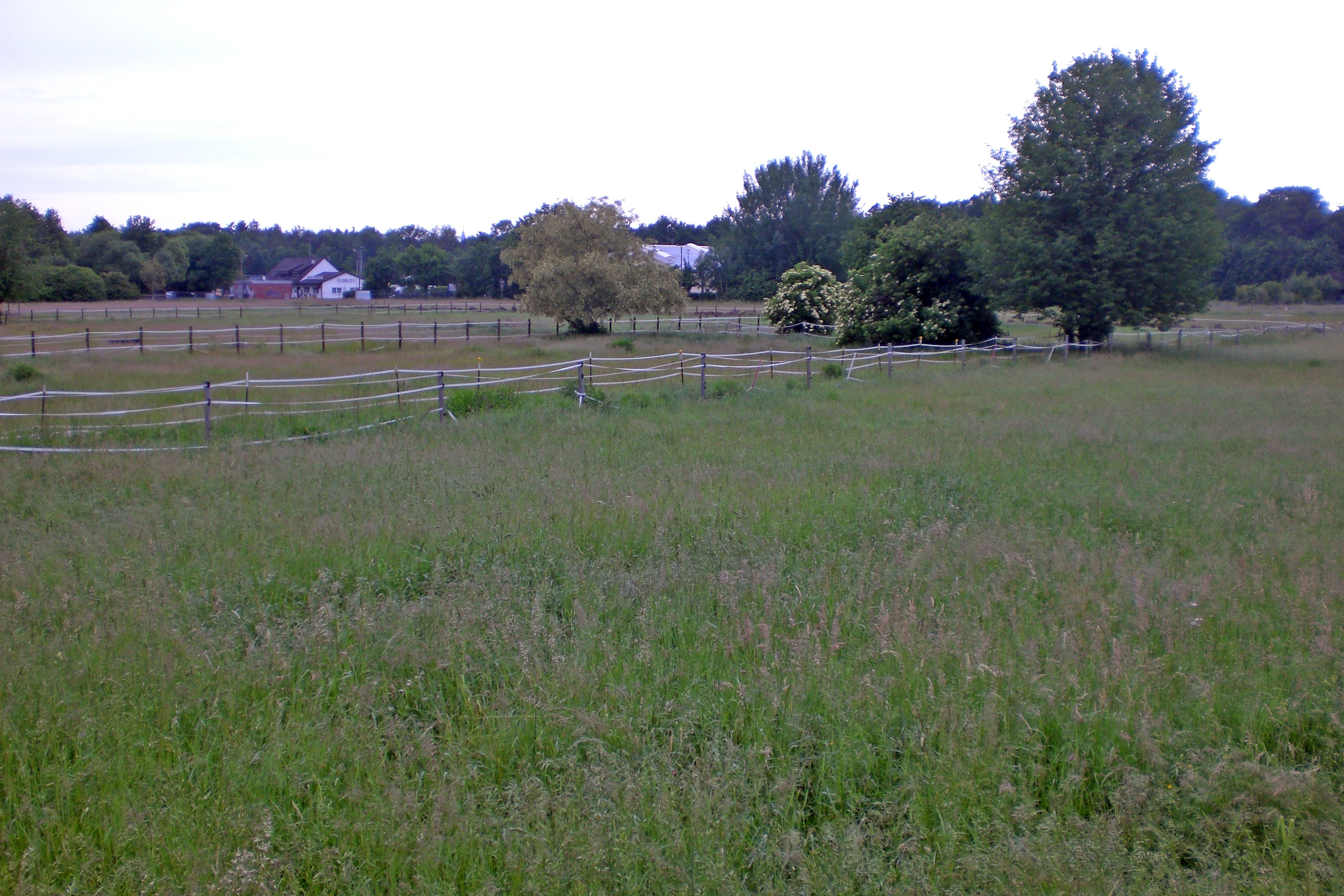
Koppel in Worzeldorf (2024)

Worzeldorf (fränkisch: Woadsldoaf) ist ein Stadtteil der kreisfreien Stadt Nürnberg (Mittelfranken, Bayern) und zugleich der Name der Gemarkung 3479, Teil des statistischen Bezirks 49. Bis 1972 war es eine eigenständige Gemeinde. Eine nennenswerte wirtschaftliche Bedeutung erlangte Worzeldorf ab 1840 mit dem Bau des Ludwig-Donau-Main-Kanales und der denkmalgeschützten Anlände für den Güterumschlag, der den nahen Steinbrüchen günstige Transportmöglichkeiten erschloss. Im Zweiten Weltkrieg befand sich während der Schlacht um Nürnberg an der Kanalbrücke bei der ehemaligen Schleuse 67 kurzzeitig ein amerikanischer Grenzposten. Im Ort befindet sich die Max-Beckmann-Schule und eine Gaststätte. Am Worzeldorfer Berg wird noch heute jedes zweite Jahr ein Steinbruch bewirtschaftet, der sogenannte Holsteinbruch. Die aufgelassenen Kanalanlagen und Steinbrüche werden zur Naherholung von Reitern, Spaziergängern, Mountainbikern und als Kinderspielplatz genutzt. Zahlreiche Gebäude in Nürnberg und der näheren Umgebung sind mit dem Worzeldorfer Sandstein erbaut.

## Geografie
Durch das Dorf führt der Ludwig-Donau-Main-Kanal. Im Norden grenzt der Lorenzer Reichswald an. Dort befindet sich der Holsteinbruch, der als Naturdenkmal geschützt ist. Die Staatsstraße 2406 führt zur Anschlussstelle 45 der Bundesautobahn 73 (2,5 km nordöstlich) bzw. nach Kornburg (1,5 km südlich). Die Kreisstraße N 2 führt nach Herpersdorf (1,6 km westlich).

## Geschichte
Der Ort wurde um 1300 als „Wotzelndorf“ erstmals urkundlich erwähnt. Das Bestimmungswort des Ortsnamens ist der Personenname Wozel(in) bzw. Wozilo. Entstanden ist der Ort wohl schon im 11. Jahrhundert. Im 12. Jahrhundert entwickelte sich Worzeldorf zum Straßendorf an dem bedeutenden Handelsweg von Nürnberg nach Roth und Weißenburg, der sogenannten venezianischen Straße als Gehöft und Pferdewechselstation. Im Jahr 1250 befand sich der Ort im Besitz von Kaiser Ludwig IV., der es an den Patrizier Konrad Groß verpfändete. Von 1471 bis 1806 befand sich das Gebiet trotz der Wirren der Markgrafenkriege und des Dreißigjährigen Krieges zumeist im Besitz der Nürnberger Patrizier. 1449 war deren Vorrecht Worzeldorfer Sandstein zu brechen allerdings einer der Kriegsgründe, die der Markgraf Albrecht Achilles gegen die Stadt Nürnberg vorbrachte.
Gegen Ende des 18. Jahrhunderts bestand Worzeldorf aus 11 Anwesen (4 Ganzhöfe, 2 Halbhöfe, 1 Köblergut, 3 Gütlein, 1 Tafernwirtschafts-Halbhof) und einem Gemeindehirtenhaus. Das Hochgericht übte das brandenburg-ansbachische Richteramt Kornburg aus. Die Dorf- und Gemeindeherrschaft sowie die Grundherrschaft über sämtliche Anwesen hatte das nürnbergische St. Klara-Klosteramt.
Von 1797 bis 1808 unterstand Worzeldorf dem Justiz- und Kammeramt Schwabach. 1806 kam der Ort an das Königreich Bayern. Im Rahmen des Gemeindeedikts wurde 1808 der Steuerdistrikt Worzeldorf gebildet. Zu diesem gehörten Gaulnhofen, Herpersdorf, Königshof, Pillenreuth und Weiherhaus. 1818 entstand die Ruralgemeinde Worzeldorf, die deckungsgleich mit dem Steuerdistrikt war. Sie war in Verwaltung und Gerichtsbarkeit dem Landgericht Schwabach zugeordnet und in der Finanzverwaltung dem Rentamt Schwabach (1919 in Finanzamt Schwabach umbenannt). Ab 1862 gehörte Worzeldorf zum Bezirksamt Schwabach (1939 in Landkreis Schwabach umbenannt). Die Gerichtsbarkeit blieb beim Landgericht Schwabach (1879 in Amtsgericht Schwabach umbenannt). Glasersberg und Holsteinbruch kamen erst nach 1892 zur Gemeinde Worzeldorf. 1964 hatte die Gemeinde eine Gebietsfläche von 7,380 km².
Am 1. Juli 1972 wurde im Zuge der Gebietsreform in Bayern die Gemeinde Worzeldorf nach Nürnberg eingegliedert.

### Baudenkmäler
In Worzeldorf gibt es sieben Baudenkmäler:
- Friedrich-Overbeck-Straße 1: Ehemaliges Kanalgehöft
- Worzeldorfer Hauptstraße 15: Gasthaus Schwarzer Adler mit Wirtschaftsgebäude
- Ludwig-Donau-Main-Kanal (Nähe Spitzwegstraße)
- Schleuse 67 und 68
- zwei Steinkreuze
- Leitelshofer Straße 4: ehemalige Schmiede

ehemalige Baudenkmäler
- Worzeldorfer Hauptstraße 10: Zweigeschossiges Haus, erbaut 1841. Erdgeschoss massiv, verputzt; Obergeschoss mit Fachwerk, zweite Hälfte des 19. Jahrhunderts. Zugehöriges zweigeschossiges, ehemaliges Ziegeleigebäude; Bruchsteinmauerwerk mit Eckquadern. Drei zu drei Achsen.[15]
- Worzeldorfer Hauptstraße 11: Zugehörige Scheune einer Hofanlage aus Sandstein, Giebel mit Fachwerk (der vordere verputzt), wohl noch 18. Jahrhundert. Angebaute zweigeschossige Scheuer des 19. Jahrhunderts aus Backstein, Obergeschoss mit Fachwerk. Sandstein-Torpfeiler mit profiliertem Deckgesims und Kugelbekrönung, erste Hälfte des 18. Jahrhunderts.[15]

### Einwohnerentwicklung
Gemeinde Worzeldorf
| Jahr      | 1818   | 1840   | 1852   | 1855   | 1861   | 1867   | 1871   | 1875   | 1880   | 1885   | 1890   | 1895   | 1900   | 1905   | 1910   | 1919   | 1925   | 1933   | 1939   | 1946   | 1950   | 1952   | 1961   | 1970   |
| Einwohner | 300    | 321    | 356    | 370    | 387    | 432    | 428    | 446    | 472    | 466    | 466    | 511    | 428    | 442    | 397    | 451    | 475    | 576    | 854    | 1269   | 1367   | 1487   | 1882   | 2894   |
| Häuser    | 46     | 55     |        |        |        |        | 75     |        |        | 68     | 73     |        | 71     |        |        |        | 80     |        |        |        | 193    |        | 362    |        |
| Quelle    | [ 17 ] | [ 18 ] | [ 19 ] | [ 19 ] | [ 20 ] | [ 21 ] | [ 22 ] | [ 23 ] | [ 24 ] | [ 25 ] | [ 26 ] | [ 19 ] | [ 27 ] | [ 19 ] | [ 28 ] | [ 19 ] | [ 29 ] | [ 19 ] | [ 19 ] | [ 19 ] | [ 30 ] | [ 19 ] | [ 10 ] | [ 31 ] |

Ort Worzeldorf
| Jahr      | 001818 | 001840 | 001861 | 001871 | 001885 | 001900 | 001925 | 001950 | 001961 | 001970 | 001987 |
| Einwohner | 93     | 58     | 134    | 173    | 206    | 183    | 207    | 641    | 1024   | 1479   | 937    |
| Häuser    | 14     | 16     |        |        | 26     | 26     | 32     | 84     | 191    |        | 277    |
| Quelle    | [ 17 ] | [ 18 ] | [ 20 ] | [ 22 ] | [ 25 ] | [ 27 ] | [ 29 ] | [ 30 ] | [ 10 ] | [ 31 ] | [ 32 ] |

## Religion
Worzeldorf ist seit der Reformation evangelisch-lutherisch geprägt und war ursprünglich nach St. Nikolaus (Kornburg) gepfarrt. In den 1970er Jahren wurde im Ort die Osterkirche errichtet, die eine Pfarrei im Dekanat Nürnberg ist. Die Katholiken sind nach Maria Königin (Kornburg) gepfarrt.